# Mikhail Linge
Mikhail Innokentyevich Linge, né le 26 novembre 1958 à Kalouga et mort le 4 février 1994 à Moscou, est un athlète représentant l'Union soviétique, spécialiste du 400 mètres.

## Biographie
Mikhail Linge a été champion olympique en relais 4 × 400 m aux Jeux olympiques d'été de 1980 à Moscou.

### Palmarès
| Date | Compétition     | Lieu   | Résultat | Épreuve   | Performance  |
| ---- | --------------- | ------ | -------- | --------- | ------------ |
| 1980 | Jeux olympiques | Moscou | 1er      | 4 × 400 m | 3 min 01 s 1 |

### Records
| Épreuve    | Performance | Lieu | Date |
| ---------- | ----------- | ---- | ---- |
| 400 mètres | 45 s 4      | —    | 1980 |